# Revonda eschara
Revonda eschara är en fjärilsart som beskrevs av Clarke 1978. Revonda eschara ingår i släktet Revonda och familjen praktmalar, Oecophoridae. Inga underarter finns listade i Catalogue of Life.